# Shadowgun
Shadowgun é um jogo eletrônico de tiro em terceira pessoa e de ficção científica de 2011 desenvolvido e publicado pela Madfinger Games para iOS, BlackBerry PlayBook e Android. O jogo foi seguido pelas sequências de sucesso Shadowgun: DeadZone (2012) e Shadowgun Legends (2018). A empresa também está preparando Shadowgun War Games focado em jogabilidade PvP baseada em equipes e esports. Em 2013, o jogo foi portado para Ouya e BlackBerry 10, e também foi lançado como um aplicativo pré-instalado no GameStick da PlayJam para qualquer um que apoiasse na campanha GameStick Kickstarter.

## Jogabilidade
Em Shadowgun, os jogadores usam controles virtuais de tela sensível ao toque nos dispositivos móveis para controlar o protagonista, John Slade. Os controles apresentam um joystick analógico à esquerda usado para movimento, e botões de ação sensíveis ao contexto à direita, usados para atirar ou interagir com o ambiente. Um componente importante da jogabilidade de Shadowgun é seu sistema de cobertura, que permite aos jogadores usar cobertura quando necessário, com Slade se escondendo atrás de paredes e barreiras para evitar o fogo inimigo, e abrindo fogo ele mesmo em momentos oportunos.
Cada nível apresenta logos ocultos da Shadowgun que, quando encontrados, desbloqueiam páginas na "Shadowpedia", que fornece informações sobre personagens, inimigos, armas e locais no jogo.

## História
O jogo se passa em 2350, quando corporações intergalácticas corruptas se tornaram o equivalente a governos, atacando planetas distantes por seus recursos e operando independentemente das Leis da Federação Planetária. A corporação mais poderosa é a Toltech Enterprises, que controla 75% dos recursos conhecidos da galáxia. Caçadores de recompensas e mercenários trabalham para corporações e governos planetários, emprestando seus serviços ao maior lance, independentemente da missão. Os melhores desses pistoleiros de aluguel são conhecidos como "Shadowguns".
Quando o jogo começa, John Slade, um renomado Shadowgun, é encarregado por Toltech de encontrar o Dr. Edgar Simon, um bioengenheiro anteriormente empregado por Toltech que roubou uma série de amostras genéticas. Simon se mudou para o planeta Eve, e Toltech quer que ele retorne morto ou vivo, mas de preferência vivo. Slade vai até Eve em sua nave, a Rook, antecipando que a missão será fácil. No entanto, ao entrar na atmosfera de Eve, sua nave de desembarque é atingida por um míssil não detectado anteriormente. Ele cai perto de uma fragilidade de mineração abandonada, e da Rook, sua copiloto andróide, SARA (Assistente registrado do Sentient Android) indica que ela não pode escanear a superfície do planeta, pois suas varreduras estão sendo bloqueadas; Simon sabe que Slade chegou.
Imediatamente, Slade é atacado por alguns mutantes armados. Após matá-los, ele carrega uma amostra de tecido para SARA, que lhe diz que a instalação está emitindo um sinal de camuflagem para impedir a varredura, então ela não consegue localizar o paradeiro de Simon. Slade segue para interromper a torre de camuflagem, usando uma escavadeira para destruí-la. SARA então informa Slade que os mutantes são os nativos geneticamente modificados do planeta; Simon está conduzindo experimentos na população indígena.
Slade prossegue pela instalação, lutando contra mutantes enquanto avança. Ele finalmente encontra Simon em uma mesa de operação com seu cérebro removido. Slade é então atacado por uma mecha gigante no qual foi colocado o cérebro de Simon. Slade foge e é contatado por Toltech, que lhe diz que eles querem o cérebro de Simon a todo o custo. Enquanto Slade persegue Simon, ele descobre que Simon estava em Eve o tempo todo, era sua base de operações enquanto ele ainda era empregado por Toltech; sua pesquisa em engenharia genética foi financiada por Toltech, que queria que ele construísse um exército mutante para eles. No entanto, Simon passou a se ver como um deus, matou toda a sua equipe de pesquisa e tomou o exército para si. Eventualmente Slade destrói Simon, e o jogador tem a escolha de recuperar ou não seu cérebro para Toltech. Se o jogador escolher recuperar o cérebro, o jogo termina com Toltech agradecendo a Slade e dizendo que sua taxa foi paga. Se o jogador destruir o cérebro, o jogo termina com Slade dizendo a SARA que Toltech vai atrás deles, mas, apesar disso, eles estão saindo de férias.
As missões de expansão Leftover começam imediatamente onde o jogo principal termina, com Slade tendo acabado de destruir Simon. Ele pede a SARA para enviar-lhe uma nave de transporte para que ele possa retornar ao Rook, mas primeiro ele deve ativar um transmissor. Antes que ele seja capaz de fazê-lo, no entanto, o Rook é atacado por algumas naves Toltech, e uma equipe de soldados Toltech é enviada ao planeta. Slade é cortado de SARA e tem que lutar para abrir caminho através dos soldados Toltech. Ele descobre que a equipe foi enviada para colocar o exército mutante sob o controle de Toltech e que ele próprio é considerado dispensável. Slade decide destruir toda a instalação sobrecarregando o núcleo de energia principal. Ele o faz e é posteriormente resgatado por uma SARA danificada em uma nave de transporte.

## Expansão espin-off
Em 21 de dezembro de 2011, um pacote de expansão, intitulado Shadowgun: The Leftover , foi lançado para a versão iOS do Shadowgun. A expansão adicionou quatro novos níveis definidos após os eventos do jogo original, adicionou uma habilidade de rolagem, um nível de dificuldade reajustado e melhorias gráficas para o jogo principal, como trepidação da câmera e rastros de balas. A expansão foi lançada para Android em 28 de janeiro de 2012.
Em 2012, um jogo spin-off, Shadowgun: Deadzone, foi lançado para a App Store e Google Play. O jogo não é uma sequência de Shadowgun, mas é um jogo multijogador usando o mesmo motor, gráficos e ambiente.
Em 15 de agosto de 2016, a Madfinger Games anunciou uma sequência, Shadowgun Legends.

## Recepção
Shadowgun recebeu críticas geralmente positivas. O jogo detém uma pontuação agregada de 72 de 100 no Metacritic com base em 24 avaliações. O jogo foi destaque no App Store Rewind (2011) e também incluído no App Store Essentials Hall of Fame.
A Edge não ficou impressionada, dando ao jogo uma nota 4 de 10. Eles elogiaram os gráficos, mas foram altamente críticos em relação ao design de níveis e à jogabilidade; "ele faz um trabalho bastante decente de convencê-lo de que jogos de tiro em terceira pessoa podem funcionar bem controlados pela tela sensível ao toque de um dispositivo iOS. Infelizmente, o talento técnico evidente de Madfinger é quase totalmente ausente quando se trata de design de níveis, design de armas e - bem, praticamente qualquer tipo de design, na verdade, Shadowgun se acomoda em uma rotina em minutos e não consegue sair dela durante toda a duração de sua generosa campanha. Este é um modelo inteligente para diversão futura, mas os detalhes precisam ser trabalhados. Quando se trata de levar esse tipo de jogo para iOS, Madfinger, de mais de uma maneira, fez todas as partes chatas. "Thorin Klosowski, da TouchArcade, também ficou desapontado, dando ao jogo uma nota 3 de 5 e escrevendo "É um jogo de aparência adorável, um dos melhores no iOS, mas é tão cheio de buracos, travamentos, bugs e repetições que é mais fácil sair frustrado do que impressionado com ele, a maioria do jogo segue a mesma fórmula repetidamente: entre na área, acione o evento, os inimigos saem correndo, esconda-se atrás da cobertura, atire."
Justin Davis, da IGN, deu nota 7 de 10. Ele também ficou impressionado com os gráficos, chamando-o "um dos jogos para celular mais bonitos já criados". No entanto, como Edge, ele criticou a jogabilidade principal; "Shadowgun é competente em todos os sentidos, mas não é excepcional de forma alguma, além de seus visuais. O jogo é divertido do início ao fim, mas não é provável que "impressione" as pessoas com sua jogabilidade da mesma forma que fará com seus gráficos".
Carter Dobson da 148Apps deu ao jogo 4 de 5, escrevendo "O jogo em sua totalidade é muito repetitivo e básico; o combate tende a consistir no mesmo processo de "ficar atrás da cobertura e atirar nos inimigos quando a retícula ficar vermelha". No entanto, ele concluiu que "os fãs de jogos de tiro que procuram um jogo com altos valores de produção e jogabilidade de qualidade de console reduzida para dispositivos móveis vão adorar isso".  Andrew Nesvadba da AppSpy também deu 4 de 5, criticando o enredo, mas escrevendo que "Shadowgun proporciona uma noite divertida de jogabilidade de tiro sólida. Não é perfeito, mas isso significa apenas que podemos esperar coisas maiores e melhores no futuro". Nigel Wood da TouchGen também deu 4 de 5, escrevendo "Apesar de suas deficiências, com a curta campanha solo e a falta de multijogador, posso recomendar de todo o coração que você baixe Shadowgun, ótimo design de níveis, ação de cobertura de bolas para a parede e cenários sólidos; tudo envolto em um conto agradável estilo filme B e, claro, uma apresentação impressionante. Como uma vitrine gráfica sozinha do que pode ser alcançado no iOS com o mecanismo Unity vale a pena."
Seamus Bellamy da MacLife ficou mais impressionado, dando ao jogo 4,5 de 5, e concluindo "Com a aparência e a jogabilidade de um título AAA, Shadowgun vale a pena sua atenção e seu dinheiro." Will Wilson da Pocket Gamer deu 8 de 10, dando-lhe um "Prêmio de Prata" e elogiando os gráficos, controles, lutas contra chefes e som, especificamente a dublagem. Ele chamou o jogo de "o melhor jogo de ação em terceira pessoa disponível para celulares, com gráficos impressionantes e controles precisos." Jason D'Aprile da Slide To Play deu 3 de 4 dizendo que, " Shadowgun definitivamente tem algumas das mais altas qualidades de produção que já vimos em um dispositivo móvel." Eles elogiaram o uso do motor Unity, comparando-o ao uso móvel do Unreal Engine 3 em jogos como Infinity Blade ; "os modelos de personagens parecem ótimos, os níveis são nítidos e detalhados, e embora o jogo seja na maioria um jogo de tiro baseado em corredores, os lindos cenários fornecem uma grande sensação de escala. A taxa de quadros é impressionantemente sólida, mesmo com vários inimigos na tela." No final das contas, no entanto, ele achou o jogo muito derivado de Gears of War 3 ; "É uma pena que Madfinger não tenha se esforçado muito para criar algo mais do que uma simples homenagem a um jogo de console. Shadowgun está apenas contente em parecer bonito e explodir coisas. Isso não é uma coisa ruim, mas ainda parece uma oportunidade perdida."